# Karel Vacek (cyklista)
Karel Vacek (* 9. září 2000) je bývalý český profesionální silniční cyklista jezdící za UCI ProTeam Burgos BH. Jeho mladší bratr Mathias je též profesionálním cyklistou.

## Kariéra

### Začátky
Vacek vyrůstal v Rakousku, kam se společně se svou rodinou přestěhoval, když mu bylo 5 let. V Rakousku žil 10 a půl let a díky tomu umí hovořit plynně německy. Od dětství se věnoval cyklistice a běhu na lyžích, později však dal přednost právě cyklistice. Před přestupem do kategorie juniorů se přestěhoval do Itálie, aby tam mohl závodit, a usídlil se ve městě Bergamo. Zde začal reprezentovat barvy mládežnické sestavy Team F.lli Giorgi.
Již v roce 2017, ve své první juniorské sezóně, se Vacek ukazoval jako velký talent, a to i přesto, že se závodění nemohl plně věnovat, neboť dále cyklistiku kombinoval se studiem. Svůj potenciál potvrdil na Závodě míru juniorů, kde zvítězil v královské etapě s cílem v Altenbergu. Závod dokončil na 4. místě v celkovém pořadí a jako vítěz soutěže mladých jezdců. Následující rok už Vacek patřil mezi nejlepší juniory na světě. Mezi jeho největší úspěchy sezóny 2018 patřilo vítězství na jednodenních závodech Trofeo Città di Loano, Brescia–Monte Magno, ve dvou etapách závodu Giro della Lunigiana, 2. místo celkově na LVM Saarland Trofeo, 5. místo celkově na Tour du Pays de Vaud či 8. místo celkově a vyhraná etapa na Závodu míru juniorů. Za vrchol sezóny si Vacek však stanovil silniční závod juniorů na mistrovství světa konaném v rakouském Innsbrucku. V závodu se mu dařilo se držet na čele, ale 30 km před cílem dostal křeč v noze a do cíle tak dojel až na 12. místě.

### Hagens Berman Axeon (2019)
V září 2018 bylo oznámeno, že Vacek podepsal dvouletou smlouvu s americkým UCI Professional Continental týmem Hagens Berman Axeon pro sezóny 2019 a 2020. Vacek se v týmu stal poprvé v kariéře profesionálním cyklistou a měl v plánu kombinovat účast na závodech profesionálů a jezdců do 23 let.
Vacek svou sezónu 2019 zahájil v únoru na kolumbijském etapovém závodu Tour Colombia. Na jeho prvním profesionálním závodu se mu však výsledkově nedařilo, především vlivem časového posunu, teplotních rozdílů a nadmořské výšky, a po pádu v páté etapě ze závodu odstoupil. Ani další profesionální závod, etapové klání Settimana Internazionale di Coppi e Bartali, se Vackovi nepovedl, když podobně jako na předchozím závodu spadl v páté etapě a odstoupil. Na konci dubna pak Vacek absolvoval jednodenní závod Lutych–Bastogne–Lutych Espoirs, verzi stejnojmenného monumentu pro závodníky do 23 let. Jeho týmový kolega Kevin Vermaerke si dojel pro vítězství, on sám dokončil na 27. místě. Na začátku červnu absolvoval Vacek s národním týmem 2 etapové závody určené jezdcům do 23 let: Orlen Nations Grand Prix v Polsku a Course de la Paix U23 konaný v pohoří Hrubý Jeseník a okolí. První zmiňované klání dokončil na celkovém 15. místě, na druhém zmiňovaném závodu se nedokázal držet s nejlepšími v královské etapě s cílem na Dlouhých stráních a do cíle v Jeseníku dorazil na 22. místě v celkovém pořadí. Později téhož měsíce se se svým týmem Vacek zúčastnil Gira Ciclistica d'Italia, amatérské verze italské Grand Tour Giro d'Italia. Znovu se mu však nedařilo a v páté etapě závodu odstoupil. Do konce sezóny už Vacek absolvoval pouze 2 belgické jednorázové závody konané v září, a to Grote Prijs Jef Scherens (nedokončil) a Grand Prix de Wallonie (dojel na 107. místě).

### Team Colpack–Ballan (2020)
V listopadu 2019 bylo oznámeno, že Vacek podepsal jednoletou smlouvu s italským UCI Continental týmem Team Colpack–Ballan pro sezónu 2020. Původně měl pro sezónu 2020 podepsáno v americkém týmu Hagens Berman Axeon, ale poté, co si v něm prožil výsledkově nevýraznou a zdravotními problémy provázenou sezónu 2019, se rozhodl pro návrat do Itálie, kde působil ve svých juniorských letech.
Vacek se plánoval se svým týmem v sezóně 2020 zúčastnit některých významných závodů určených pro závodníky do 23 let, jako např. Giro Ciclistico d'Italia, Závod míru do 23 let a Tour de l'Avenir, a také profesionálních závodů v Itálii a jinde. Vše však přerušila pandemie covidu-19, kvůli níž byly od března do července zrušeny všechny cyklistické závody. Před jejím vypuknutím se Vacek stihl v polovině února zúčastnit jednodenního závodu Trofeo Laigueglia, který dokončil na 50. místě. Po restartu sezóny v srpnu se Vacek vrátil do závodění na domácím etapovém klání Czech Cycling Tour, jehož se zúčastnil v barvách českého národního týmu. Na závodě však nezískal žádný kvalitní výsledek a v poslední, čtvrté etapě odstoupil. Ve zbytku sezóny už absolvoval Vacek jen jeden závod, a to silniční závod do 23 let na národním šampionátu, jenž se konal na konci srpna. Závod dojel na 23. místě se ztrátou 1 minuty a 32 sekund na vítězného Vojtěcha Řepu (Topforex–Lapierre).

### Team Qhubeka Assos (2021)
V listopadu 2020 bylo oznámeno, že Vacek podepsal dvouletou smlouvu s jihoafrickým UCI WorldTeamem Team Qhubeka Assos pro sezóny 2021 a 2022. Po roční pauze se tak vrátil do profesionálního pelotonu. Vacek se svým novým týmem podepsal smlouvu již v létě roku 2020, když se ještě nazýval NTT Pro Cycling. Poté, co se později téhož roku objevilo, že má tým finanční potíže, začal Vacek vyjednávat s ruským UCI ProTeamem Gazprom–RusVelo, kam směřoval jeho bratr Mathias, o případné smlouvě pro rok 2021. Tým si však nakonec našel nové sponzory a Vackův přestup do UCI World Tour tak mohl být potvrzen.
Vacek svou sezónu 2021 zahájil v únoru na francouzském etapovém závodu Tour de La Provence, jenž dokončil na 97. místě v celkovém pořadí. Na začátku března se Vacek poprvé v kariéře zúčastnil závodu v rámci UCI World Tour, a to italské klasiky Strade Bianche, avšak nedokončil. Později téhož měsíce se Vacek zúčastnil svého vůbec prvního etapového závodu v rámci UCI World Tour, a to Volty a Catalunya. Žádného významného výsledku však nedosáhl, neboť v úvodních třech etapách dojel až v druhé stovce startovního pole a ve 4. etapě odstoupil. V podobném duchu se nesl i dubnový etapový závod Tour of the Alps, na němž Vacek v prvních dvou etapách proťal cílovou pásku v druhé stovce a třetí etapu nedokončil. V červnu zajel Vacek do té doby nejlepší výsledek sezóny, když získal 46. místo v silničním závodu na národním šampionátu konaném v Bánovcích nad Bebravou.
Na začátku července se Vacek postavil na start rumunského etapového klání Sibiu Cycling Tour, do jehož cíle dojel na 56. příčce v celkovém pořadí a na 7. místě v soutěži mladých jezdců. Nejlepším etapovým výsledkem pak byla 23. pozice z první etapy. V srpnu byl Vacek nominován na 2 závody, nejprve na etapový závod Arctic Race of Norway a pak na jednodenní závod Bretagne Classic, jenž je součástí UCI World Tour, ani jeden však nedokončil. Bez výrazného úspěchu pak absolvoval i zářijový etapový závod Okolo Slovenska. Sezónu 2021 zakončil v říjnu účastí na 5 italských podzimních klasikách, jmenovitě Giro dell'Emilia, Tre Valli Varesine, Milán–Turín, Il Lombardia a Veneto Classic. Ani jednu z nich však nedokončil. Účastí na závodu Il Lombardia se však poprvé v kariéře postavil na start jednoho z pěti monumentů, největších jednorázových závodů v cyklistice.

### Tirol KTM Cycling Team (2022)

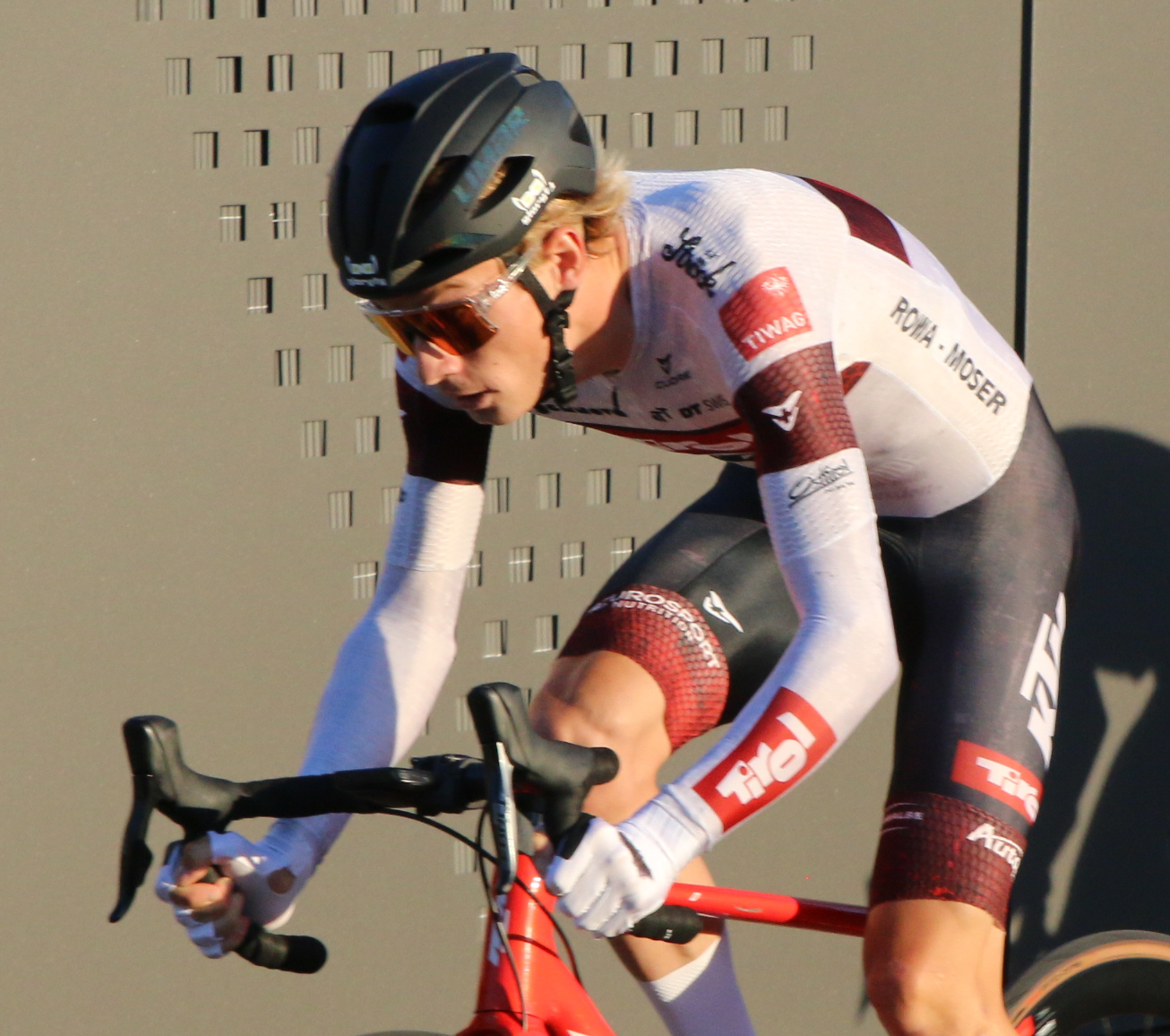
Vacek na závodu Tour Alsace v roce 2022

V říjnu 2021 bylo oznámeno, že Vacek podepsal jednoletou smlouvu s rakouským UCI Continental týmem Tirol KTM Cycling Team pro sezónu 2022 poté, co se jeho předchozí tým Team Qhubeka NextHash začal potýkat s finančními problémy. Vacek se se svým novým týmem vrátil po roce v profesionálním pelotonu do kategorie závodníků do 23 let, do níž měl poslední rok přístup.
Vacek svou sezónu 2022 zahájil v březnu na chorvatském jednorázovém závodu Trofej Poreč, kde dojel na 111. místě. V dubnu se se svým týmem zúčastnil etapového závodu Tour of the Alps, na němž však v poslední etapě dojel mimo časový limit. Prvního významného výsledku se Vacek dočkal s českým národním týmem na Závodě míru do 23 let, kde v královské etapě nejprve pomáhal svému bratrovi Mathiasi, jenž do cíle dojel čtvrtý a v celkovém pořadí se posunul na třetí místo, a sám si poté dojel pro sedmé místo v etapě i celkovém pořadí. Tuto pozici si udržel i v závěrečné etapě s cílem v Jeseníku. Po účasti v silničním závodu na národním šampionátu a na mistrovství Evropy do 23 let se Vacek se svým týmem vydal v polovině července na italský etapový závod Giro della Valle d'Aosta. Zde získal 2. místo v druhé etapě a čtvrté místo v poslední 5. etapě, po druhé etapě byl i lídrem vrchařské soutěže. V ostatních etapách se mu však nedařilo, a tak závod dokončil na 39. místě v celkovém pořadí.
Na začátku srpna Vacek poprvé po 4 letech vyhrál závod, když jako první proťal cílovou pásku na Grand Prix Burgenland, jež je součástí Rakouského poháru v silniční cyklistice. Následně se Vacek s českým národním týmem zúčastnil etapového závodu Tour de l'Avenir, kde sice se zbytkem sestavy získal 5. místo v týmovém prologu a 7. místo v 5. etapě, další týmové časovce, ale jinak se mu nedařilo a v 8. etapě ze závodu odstoupil. Sezónu zakončil na začátku října 59. místem na jednorázovém závodu Il Piccolo Lombardia, jenž je variantou monumentu Giro di Lombardia pro jezdce do 23 let.

### Team Corratec (2023)
V prosinci 2022 bylo oznámeno, že Vacek podepsal smlouvu s italským UCI ProTeamem Team Corratec pro sezónu 2023. Původně měl Vacek odejít do jiného italského UCI ProTeamu, Drone Hopper–Androni Giocattoli, ale tento přestup se nakonec neuskutečnil kvůli finančním potížím jednoho z hlavních sponzorů sestavy.

### Burgos BH (2024)
V únoru 2024 bylo oznámeno, že Vacek podepsal smlouvu se španělským UCI ProTeamem Burgos BH na zbytek sezóny 2024.

### Konec kariéry
V únoru 2025 oznámil na sociální síti Instagram ukončení kariéry: „Nějakou dobu mi trvalo, než jsem s touhle zprávou přišel, protože se toho v mém životě v posledních několika měsících stalo hodně. Rozhodl jsem se takhle, protože už jsem v cyklistice neviděl svou cestu. Dal jsem do toho maximum, odmala jsem si kladl jen ty největší cíle. Některých se mi podařilo dosáhnout, ale rozhodně ne těch, které jsem si stanovil,“ napsal Vacek.

## Osobní život
Vacek aktuálně bydlí se svou rodinou ve Stožci na Šumavě. Má dva mladší bratry, Mathiase (* 2002) a Bertila (* 2005), kteří se také věnují cyklistice. Jeho otec, Karel Vacek starší, byl též v minulosti profesionálním cyklistou.

## Hlavní výsledky
2017
vítěz Cittadella–Colli Alti
vítěz Trofeo Virgilio Pezzotta
2. místo Giro della Castellania
2. místo Montichiari–Roncone
2. místo Sandrigo–Monte Corno
2. místo Trofeo Polisportiva Camignone
3. místo Cronoscalata Firenze Fiesole
Course de la Paix Juniors
4. místo celkově
 vítěz soutěže mladých jezdců
vítěz 3. etapy
6. místo Trofeo Commune di Gussago
2018
Národní šampionát
 vítěz časovky juniorů
2. místo silniční závod juniorů
Giro della Lunigiana
vítěz etap 1b (ITT) a 3
vítěz Trofeo Città di Loano
vítěz Brescia–Monte Magno
LVM Saarland Trofeo
2. místo celkově
2. místo Trofeo Cassa Rurale
2. místo Giro della Castellania
2. místo GP Liberazione Città di Massa
2. místo Collegno–Sestriere
3. místo Trofeo Enzo Migliore
3. místo Trofeo Vittorio Giorgi
3. místo Trofeo Emilio Paganessi
4. místo Piccola San Remo
Tour du Pays de Vaud
5. místo celkově
Mistrovství Evropy
5. místo silniční závod juniorů
6. místo Trofeo Ilario Roberto
Course de la Paix Juniors
8. místo celkově
vítěz 3. etapy
2022
Course de la Paix U23
7. místo celkově

### Výsledky na Grand Tours
| Grand Tour      | 2023 |
| --------------- | ---- |
| Giro d'Italia   | 84   |
| Tour de France  | —    |
| Vuelta a España | —    |

| —   | Nezúčastnil se |
| DNF | Nedokončil     |